# Cerúmen
Cerúmen, também conhecido como cerume ou cera de ouvido, é uma substância cerosa que pode ser: marrom, laranja, vermelha, amarelada ou cinza secretada no canal auditivo de humanos e outros mamíferos. Protege a pele do canal auditivo humano, auxilia na limpeza e lubrificação e fornece proteção contra bactérias , fungos e água.
A cera do ouvido consiste em células mortas da pele, cabelo e as secreções de cerume pelas glândulas ceruminosas e sebáceas do canal auditivo externo. Os principais componentes da cera de ouvido são ácidos graxos de cadeia longa, saturados e insaturados, álcoois, esqualeno e colesterol. O excesso, se dá pelo acúmulo de cera do ouvido causando um bloqueio no canal auditivo que pode pressionar o tímpano ou bloquear o canal auditivo externo ou os aparelhos auditivos, podendo causar perda auditiva.

## Fisiologia

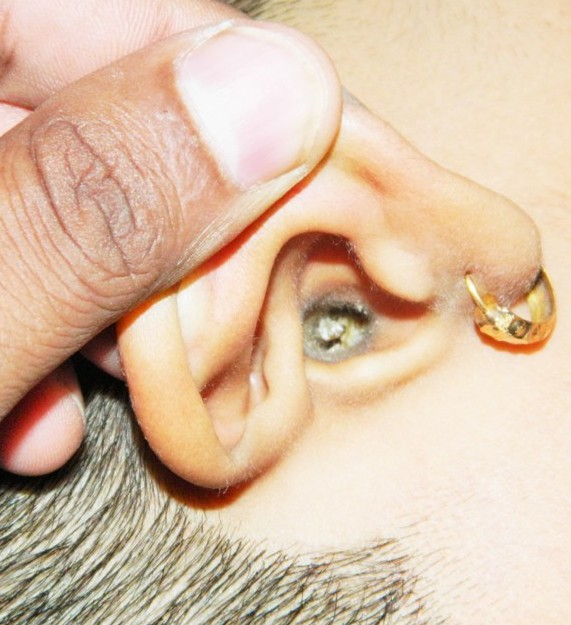
Cera de ouvido

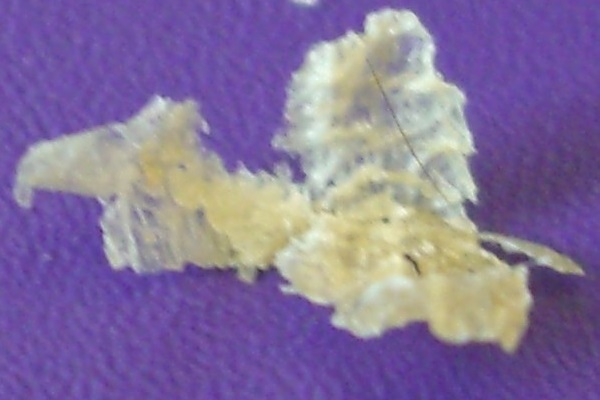
Cera de ouvido humana do tipo seco

Mapa mundial da distribuição do alelo A do polimorfismo de nucleotídeo único rs17822931 no gene ABCC11 sortido com cera do tipo seco. A proporção de alelos A (cera de ouvido do tipo seco) em cada população é representada pela área branca em cada círculo

O cerume é produzido na porção cartilaginosa que é a terceira porção externa do canal auditivo. É uma mistura de secreções viscosas das glândulas sebáceas e menos viscosas das glândulas sudoríparas apócrinas modificadas. A quantidade pode variar de pessoa à pessoa. Os componentes primários da cera são camadas descamadas de pele, com, em média, 60% da cera consistindo de queratina, 12-20% de ácidos graxos de cadeia longa saturados e insaturados, álcoois, esqualeno e 6-9% de colesterol.

### Molhado ou seco
Existem dois tipos distintos de cerúmen geneticamente determinados: o tipo úmido, que é dominante, e o tipo seco, que é recessivo. Leste Asiático, Sudeste Asiático e nativos americanos são mais propensos a ter o tipo de cera seca (cinza e escamosa), enquanto os africanos e europeus são mais propensos a ter cera do tipo úmida (marrom mel, laranja escuro a marrom escuro e úmido). 30-50% dos sul-asiáticos, asiáticos centrais e ilhéus do Pacífico têm o tipo seco de cerume.  A cera de ouvido do tipo úmido difere bioquimicamente do tipo seco principalmente por sua maior concentração de grânulos de lipídios e pigmentos; por exemplo, o tipo úmido é 50% lipídico enquanto o tipo seco é apenas 20%.
Foi identificado um gene específico que determina se as pessoas têm cerúmen úmido ou seco. A diferença no tipo de cerúmen foi rastreada para uma única alteração de base (um único polimorfismo de nucleotídeo) em um gene conhecido como "ABCC11", especificamente rs17822931. Indivíduos do tipo seco são homozigotos para adenina, enquanto os do tipo úmido requerem pelo menos uma guanina.

### Limpeza
A limpeza natural do canal auditivo ocorre como resultado do processo de migração epitelial da "correia transportadora", auxiliado pelo movimento da mandíbula. As células formadas no centro da membrana timpânica migram para fora do umbo (a uma taxa comparável à do crescimento da unha) para as paredes do canal auditivo e se movem em direção à entrada do canal auditivo. O cerume no canal auditivo também é transportado para fora, levando consigo qualquer material particulado que possa ter se acumulado no canal. O movimento da mandíbula auxilia nesse processo, deslocando os detritos presos às paredes do canal auditivo, aumentando a probabilidade de sua expulsão.
O uso de hastes de algodão é uma prática comum, entretanto perigosa, pois pode causar perfurações na membrana timpanica, levando assim à problemas auditivos. A remoção da cera está no escopo da prática de fonoaudiólogos e médicos otorrinolaringologistas (ouvido, nariz e garganta).

### Lubrificação
A lubrificação fornecida pelo cerúmen evita o ressecamento da pele dentro do canal auditivo. As propriedades lubrificantes decorrem do alto teor de lipídios do sebo produzido pelas glândulas sebáceas. No cerume do tipo úmido, esses lipídios incluem colesterol, esqualeno e muitos ácidos graxos e álcoois de cadeia longa.

### Efeitos antimicrobianos
Embora os estudos realizados até a década de 1960 tenham encontrado poucas evidências que apoiem a atividade antibacteriana do cerúmen, estudos mais recentes descobriram que o cerúmen tem um efeito bactericida em algumas cepas de bactérias. Descobriu-se que o cerume reduz a viabilidade de uma ampla gama de bactérias, incluindo Haemophilus influenzae, Staphylococcus aureus, e muitas variantes de Escherichia coli, às vezes em até 99%.  O crescimento de dois fungos comumente presentes na otomicose também foi significativamente inibido pelo cerume humano. Essas propriedades antimicrobianas se devem principalmente à presença de ácidos graxos saturados, lisozima e, principalmente, à leve acidez do cerume (pH tipicamente em torno de 6,1 em indivíduos médios). Por outro lado, outras pesquisas descobriram que o cerúmen pode suportar o crescimento microbiano e algumas amostras de cerúmen apresentaram contagens bacterianas tão altas quanto 107/g de cerúmen. As bactérias eram predominantemente comensais.

## História

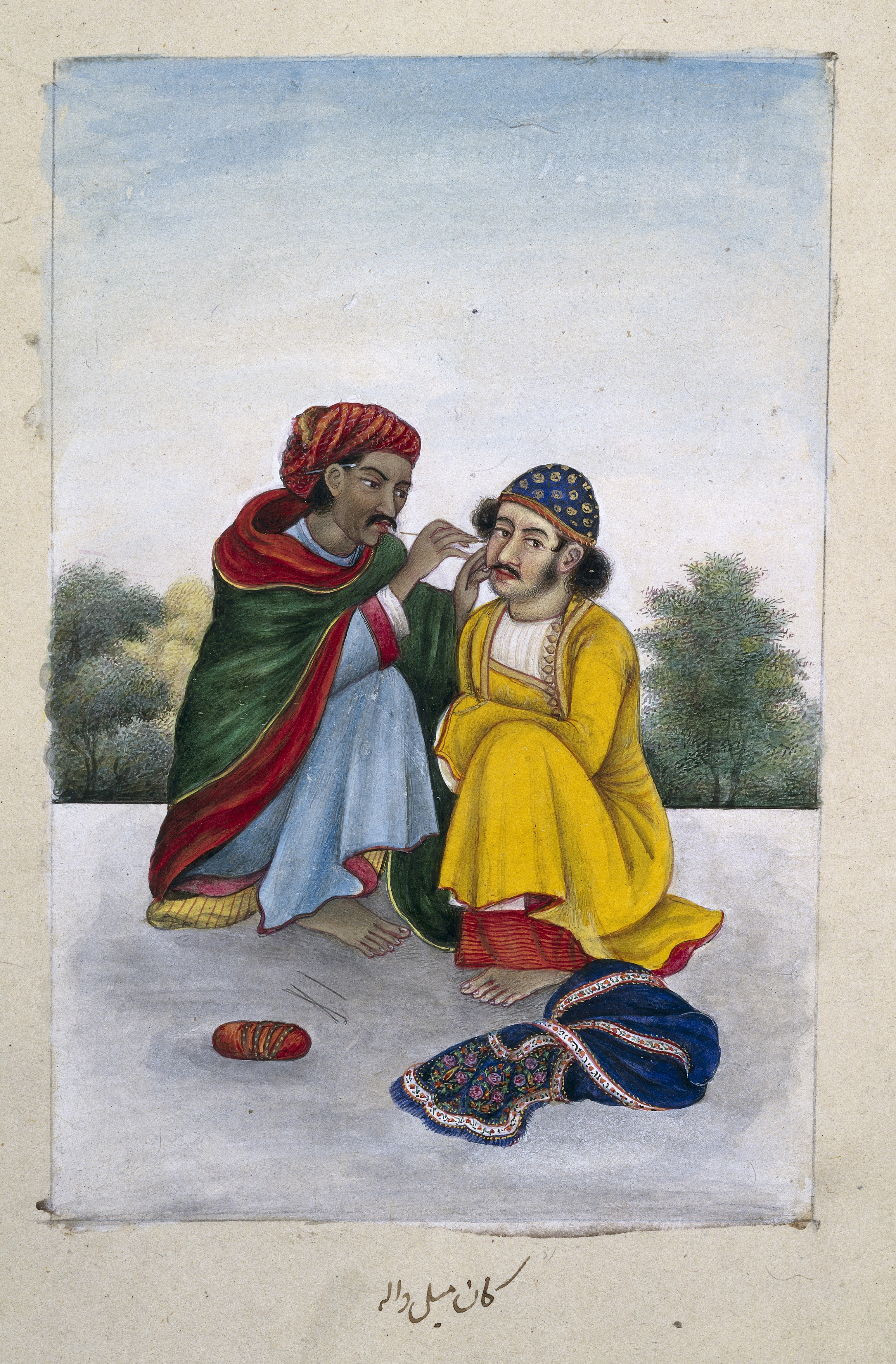
Um limpador de ouvidos, cuidando do ouvido de um homem. Pintura a guache, Deli, 1825

O tratamento do excesso de cera de ouvido foi descrito por Aulo Cornélio Celso em De Medicina no século I:

Quando um homem está se tornando surdo de audição, o que acontece com mais frequência após dores de cabeça prolongadas, em primeiro lugar, o próprio ouvido deve ser inspecionado: pois será encontrada uma crosta, como a que surge na superfície das ulcerações, ou concreções de cera. Se uma crosta, óleo quente é derramado, ou azinhavre misturado com mel ou suco de alho-poró ou um pouco de refrigerante em vinho de mel. E quando a crosta foi separada da ulceração, a orelha é irrigada com água morna, para facilitar a retirada das crostas agora desprendidas pela concha da orelha. Se for cera, e se for mole, pode ser extraída da mesma forma pelo furo auricular; mas se for difícil, é introduzido vinagre contendo um pouco de refrigerante e quando a cera amolece, a orelha é lavada e limpa como acima. ... Além disso, a orelha deve ser injetada com castóreo misturado com vinagre e óleo de louro e o suco de casca de rabanete jovem, ou com suco de pepino, misturado com folhas de rosa esmagadas. O gotejamento do suco de uvas verdes misturadas com óleo de rosas também é bastante eficaz contra a surdez

### Patologias do Cerúmen[21]
- Formação do Tampão pelo excesso da produção leva a uma perda auditiva de condução do tipo condutiva de até 35dB.
- Há ainda relatos de zumbidos na presença do cerúmen em excesso. Esse sintoma é bem subjetivo e deve ser relatado pelo paciente. O zumbido nada mais é do que a percepção de determinado som sem que haja de fato uma fonte emitindo ele.

Fique atento: É preciso considerar ainda as doenças dermatológicas, como dermatite seborreica e psoríase. Em ambos os casos, a pele fica com aspecto de descamação, sendo que as estruturas expelidas são aderidas pela cera que fica com consistência mais espessa.

### Usos e curiosidades
- Nos tempos medievais, a cera de ouvido e outras substâncias, como a urina, eram usadas para preparar pigmentos usados pelos escribas para ilustrar manuscritos iluminados.[22]
- Plínio, o Velho, em sua História Natural, escreveu que a cera de ouvido — quando aplicada topicamente — curava mordidas de humanos, escorpiões e serpentes; dizia-se que funcionava melhor quando tirado dos ouvidos da própria pessoa ferida.[23]
- O primeiro protetor labial pode ter sido baseado em cera de ouvido.[24] A edição de 1832 da American Frugal Housewife dizia que "nada era melhor do que cera de ouvido para evitar os efeitos dolorosos resultantes de uma ferida por um prego [ou] espeto"; e também recomendou cera de ouvido como remédio para lábios rachados.[25]
- Antes que o fio encerado fosse comumente disponível, uma costureira usava sua própria cera de ouvido para impedir que as pontas cortadas dos fios se desgastassem.[26]
- O tipo de cerume tem sido usado por antropólogos para rastrear padrões migratórios humanos, como os dos inuítes.[27] No Japão, a cera de ouvido do tipo úmido é mais prevalente entre os ainus, em contraste com a maioria dos yamatos.[28]
- A cera de ouvido do tipo úmido está associada ao odor nas axilas, que é aumentado pela produção de suor. Os pesquisadores conjecturaram que a redução do suor ou do odor corporal foi benéfica para os ancestrais dos asiáticos orientais e dos nativos americanos, que se acredita terem vivido em climas frios.[29][30]
- João Marcos Barbosa, bolsista da CAPES e doutorando do Programa de Pós-Graduação em Química da Universidade Federal de Goiás (UFG) realizou uma pesquisa que estuda o uso da cera de ouvido (cerume) na detecção do câncer. O trabalho ganhou repercussão internacional e foi publicado na revista Scientific Reports Nature.[31]